# West Carrollton
West Carrollton ist eine City mit 13.129  Einwohnern (Stand gemäß Census 2020) im Montgomery County, Ohio, Vereinigte Staaten. Die Stadt liegt 10 km südwestlich von Dayton und zählt damit zu dessen Metropolbereich.

## Geschichte
Der Ort wurde 1830 unter dem Namen Carrollton gegründet. Aufgrund vieler fehlgegangener Postsendungen durch Verwechselung mit Carrollton, dem County Seat des Carroll County in Ohio wurde später die geographische Zuordnung ergänzt.
Am 8. Juli 1986 kam es zum Eisenbahnunfall von Miamisburg, bei dem durch giftige Gase etwa 410 Personen verletzt und rund 25.000 Einwohner von Miamisburg, West Carrollton und umliegenden Orten evakuiert werden mussten.

## Sport
Die Stadt ist Heimat des Fußballclubs Dayton Dutch Lions FC, eines Gründungsmitglieds der Profiherrenliga USL Championship. Der Verein spielt im Jahr 2019 in der USL League Two und ist zudem mit einem Damenteam in der USL W-League vertreten.

## Städtepartnerschaft
Partnerstadt ist Widin in  Bulgarien.